# Zlatníky (Opava)
Zlatníky (německy Slatnik, polsky Złotniki) jsou evidenční část a zároveň samosprávná městská část města Opavy. Jsou vymezeny katastrálním územím Zlatníky u Opavy o rozloze 4,5 km2.
Vesnice se nachází při potoce Velká, zhruba 5 km na západ od centra Opavy. V roce 2009 zde bylo evidováno 97 adres. V roce 2001 zde trvale žilo 340 obyvatel.

## Název
Na vesnici bylo přeneseno původní pojmenování jejích obyvatel Zlatníci – „lidé pracující se zlatem“. Jméno patří k nejstaršímu typu sídelních jmen a svědčí o velkém stáří vesnice.

## Historie
Zlatníky spadaly v 17. a 18. století do majetku rodu Mošů z Bittendorfu. Šalamoun Moš z Bittendorfu zakoupil statek zlatnický kolem roku 1600, snad 1601. Předtím se roku 1600 oženil z Annou Vlkovou z Konecchlumí. Statek dědil syn Jan Moš, který měl za manželku Helenu Laryšovou z Načeslavic.
Jan Leopold Moš (1647–1695), syn pána na Zlatnikách Jana Moše z Bittendorfu († 1660), si roku 1668 vzal za manželku Helenu Návovou z Obišova. Byl na Opavsku znám svou prchlivou povahou, pro kterou se dostal i do opavského vězení. Sídlil na tvrzi zvané Hradčánky (dnes již zaniklý statek, ležící poblíž jaktařských hranic u Svaté Anny), původně vísce, která však v pozdním středověku zanikla a přetrval pouze poplužní dvůr s tvrzí. Dvůr Hradčánky v roce 1675 vyhořel a musel být obnoven. Kolem roku 1710 držel Zlatníky v nájmu Karel Josef Náva z Obišova, bratr pozůstalé vdovy Heleny z Bittendorfu.
Panství zlatnické převzal po něm jeho syn Jan Leopold mladší Moš z Bittendorfu, který se roku 1705 oženil s Alžbětou z Rosenthalu, které také statek zlatnický roku 1716 prodal, dva roky poté zemřel a vdova poté roku 1728 prodala celé panství do rukou Jana Antonína Pina z Fridenthalu. Tvrz na Hradčánkách poté již nejspíš nebyla obývána a zanikla. Dvůr však existoval ještě ve století devatenáctém.

## Významní rodáci a osobnosti spjaté s obcí
- Jakub Holuša – atlet
- prof. Ing. Josef Novák, CSc. – profesor VŠB-TUO, katedra geodézie a důlního měřičství